# Buenavista Social Club
Buenavista Social Club fue un club de música de Cuba. El club le dio nombre al grupo de música cubano Buena Vista Social Club, al álbum homónimo debut y al documental homónimo de 1999.

## Historia
El club fue fundado en 1932. Era un pequeño establecimiento de madera que se encontraba en la actual calle 29, n° 6007, de La Habana, Cuba. Por la falta de espacio, el establecimiento se mudó a su ubicación más célebreː el n° 4610 en la Avenida 31, entre las calles 46 y 68, en Almendares, Marianao, en La Habana.

### Importancia cultural
El club era uno de lo muchos que reunían obreros negros en Cuba. Allí se reunían músicos y artistas afrocubanos, puesto que los clubes de la alta sociedad eran de blancos. Fue uno de los centros de la vida nocturna de La Habana, y donde se desarrolló la música bailable del país, como la guajira, el son montuno y el bolero.

### Cierre
Luego del ascenso de Castro y la revolución de 1959, los clubes sociales fueron cerrados, para estandarizar una misma cultura en el país. Se promovió la mixtura de clases y razas, y con ello, los clubes no tenían ningún sentido, puesto que tampoco era permitido celebrar a diario, y quedó relegada la vida nocturna de La Habana, a los fines de semana. Los cierres obligaron a muchos músicos a dejar su oficio.

### Resurgimiento
Con el proyecto Buena Vista Social Club, el productor y guitarrista estadounidense Ry Cooder, el club volvió a ser importante, a pesar de que no se abrió nuevamente. Los antiguos miembros y músicos habituales del club, Orlando "Cachaíto" López, Eliades Ochoa, Juan de Marcos González, Manuel "Puntillita" Licea y Compay Segundo, dirigidos por Cooder, lanzaron el ya citado disco.
En el documental se muestra a los músicos buscando las ruinas del club, pues no tenían muy clara la ubicación del establecimiento.
Los músicos de la Buena Vista Social Club, tocan actualmente en el Havana Club Rum Museum.